# يورغن سيمون
يورغن سيمون (بالألمانية: Jürgen Simon) مواليد 10 يناير 1938 في غيرا، تورينغن، ألمانيا - الوفاة 26 أكتوبر 2003 في تورينغن، ألمانيا، كان دراج ألماني في صنف سباق الدراجات على المضمار. سبق أن شارك في دورة الألعاب الأولمبية الصيفية وفاز بميدالية أولمبية.

## الميداليات
| الميدالية | المسابقة                       |
| --------- | ------------------------------ |
| فضية      | الألعاب الأولمبية الصيفية 1960 |

## روابط خارجية
- يورغن سيمون على موقع أرشيف الدراجات (الإنجليزية)
- يورغن سيمون على موقع أوليمبيديا (الإنجليزية)